# Pere Rotger
Pere Rotger i Llabrés (Inca, Baleares, 18 de agosto de 1951) es un político español del Partido Popular,  alcalde de Inca entre 1995 y 2010 y Presidente del Parlamento de las Islas Baleares en dos ocasiones: la primera desde 2003 hasta 2007, y la segunda desde el 8 de junio de 2011 hasta el 18 de diciembre de 2012, día en que el presidente de las Islas Baleares, José Ramón Bauzá (PP) aceptó su dimisión por estar imputado en el caso de corrupción Over, que afectaba a los años en que él fue alcalde de Inca.  Rotger quedó absuelto del caso Over en noviembre de 2015. Fue diputado hasta el 2015. Actualmente es vicepresidente de relaciones internas del Partido Popular de las Islas Baleares.

## Biografía
En Inca cursó los estudios de Bachillerato en el Colegio de La Salle. Empezó su vida laboral como empleado de banca para convertirse en empresario. Actualmente se encuentra casado con Catalina Genestra y es padre de dos hijos.

## Trayectoria
Su currículum político dentro del consistorio inquero empezó el 1976 cuando entró como concejal en la candidatura del PP. En esta legislatura tuvo responsabilidades de gobierno a través de la concejalía de Deportes. Desde 1976 hasta 1979 formó parte de la candidatura popular y desarrolló tareas de oposición durante cuatro años.
En 1979 se presentó como cabeza de lista del Partido Popular que fue la lista más votada. Rotger fue elegido alcalde y gobernó con mayoría absoluta durante: (1979-1987), (1991-1995), (1999-2003), (2007-2010), alternándose con los otros dos líderes del PP de Inca: Rafel Torres y Cristòfol Soler. Siendo el primero de los dos el actual alcalde de Inca, tras la inesperada dimisión de Rotger el 1 de marzo de 2010.
En estos años de carrera política, Pere Rotger ha desarrollado otras responsabilidades más allá de las municipales.
Hay que destacar especialmente el hecho de ser nombrado Presidente del Parlamento de las Islas Baleares el 2003 cargo que ocupó hasta 2007 y que nuevamente volvió a ocupar el 7 de junio de 2011 después de la victoria por mayoría absoluta del Partido Popular en las elecciones del 22 de mayo de 2011. Le sustituyó la diputada popular Margalida Duran Cladera. Antes de este cargo, Rotger había desempeñado los cargos de Consejero de Interior, Vicepresidente Primero y Consejero de la Presidencia.
También ha ocupado otros cargos relevantes con la vicepresidencia de la Mancomunidad del Raiguer o la gerencia del Instituto Balear de Desarrollo Industrial.
En el ámbito político hay que destacar que desde 1987 hasta 2005 fue el presidente de la Junta Local del Partido Popular de Inca. Desde 1987 también forma parte de la Junta Regional del PP y desde 1999 es el presidente insular del partido.

## Reconocimientos
Entre otras distinciones y premios, Rotger ha recibido el Premio Ariadna de la Comunidad Autónoma de las Islas Baleares en 1998 y la medalla de oro de la Federación Nacional de Baloncesto.